# NK Ankaran Postojna
NK Ankaran Postojna (ranije NK Ankaran Hrvatini) slovenski je nogometni klub iz Ankarana.

## Povijest
NK Ankaran Hrvatini osnovan je 18. listopada 1966. godine kada je Mjesna zajednica Hrvatini utemeljila Nogometni klub Hrvatini. Dečki su u početku trenirali pokraj lokalne crkve a loptu im je poklonio svećenik. Prvu utakmicu klub je odigrao protiv Izole.
1988. godine klub je promijenio ime iz NK Hrvatini u NK Galeb Ankaran Hrvatini.
U sezoni 2012./13. osvojili su 1. mjesto u 3. SNL – Zapad i ušli u 2. SNL. Nakon četiri sezone provedene u slovenskome drugome razredu s trećim mjestom u sezoni 2016./17. ušli su u 1. SNL.
Dotadašnji NK Ankaran Hrvatini se 2018. godine spojio s NK Postojnom u klub imena NK Ankaran Postojna.

## Vanjske poveznice
- (slov.) NK Ankaran Hrvatini, službene stranice
- (engl.) NK Ankaran Hrvatini na transfermarkt.co.uk